# Echeveria leucotricha
Echeveria leucotricha là một loài thực vật có hoa trong họ Crassulaceae. Loài này được J.A.Purpus miêu tả khoa học đầu tiên năm 1914.